# آلفا عمر جالو
آلفا عمر جالو (انگلیسی: Alpha Oumar Djalo؛ زادهٔ ۵ سپتامبر ۱۹۹۶) جودوکار سنگالی‌تبار اهل فرانسه است.